# Deutsch in anderen Sprachen

Die Bezeichnung Deutschlands in anderen Sprachen
Proto-Germanisch *Þeudiskaz
Lateinisch Germania oder griechisch Γερμανία
Nach dem germanischen Stamm der Alemannen
Nach dem germanischen Stamm der Sachsen
Aus dem Protoslawischen němьcь (die „Stummen“ oder „Sprachunkundigen“; alternativ „die Stämme/Geschlechter“)
Baltisch

Der Begriff deutsch als Bezeichnung für das Volk der Deutschen, die deutsche Sprache bzw. Deutschland verfügt in den verschiedenen Sprachen der Welt über untereinander ähnliche wie auch äußerst unterschiedliche Wörter.
Diese Vielfalt ist einerseits auf die lange und uneinheitliche Geschichte der germanischen Völker bzw. deutschen Gruppen und deren verschiedenartige Gemeinwesen zurückzuführen. Andererseits kamen diese im Laufe der Besiedlungsgeschichte Europas mit mannigfaltigen Volksgruppen in Berührung, die teilweise eigenständige Bezeichnungen für das „deutsche“ Gegenüber entwickelten. Schließlich ist zu beachten, dass die ursprünglich in Europa beheimateten Sprachen durch den Kolonialismus über die gesamte Welt verbreitet wurden, besonders sind daher für europäische Völker und Staaten verschiedene Bezeichnungen üblich.

## Liste

### „*þeudiskaz“ als Herkunft

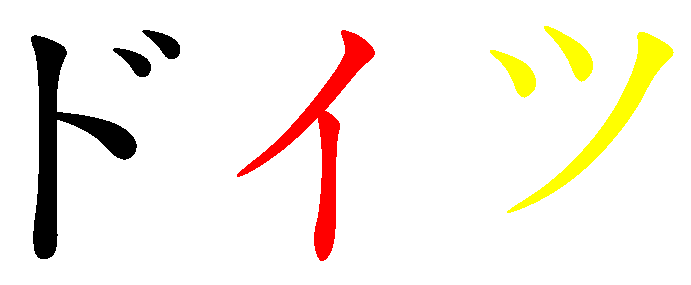
Japanisch: Doitsu

Das urgermanische Wort *þeudiskaz, mit der Bedeutung „volkstümlich“ oder „nicht-Latein“, führte zur Herausbildung mehrerer moderner Morpheme, darunter das deutsche Endonym „Deutsch“ sowie zahlreiche weitere historische und zeitgenössische Formen in unterschiedlichen Sprachen.
Durch einfache Ableitungen findet dieser Wortstamm Verbreitung in weitere Sprachen. So ist das chinesische Déyìzhì 德意志 [tɤ̌.î.ʈʂɻ̩̂] eine phonetische Annäherung an „deutsch“, die Kurzform Dé 德 [tɤ̌] wird in den einzelnen Bezeichnungen für Volk, Land, Sprache etc. weiterverwendet. Ebenso wird das japanische Doitsu (traditionell: 独逸 (kurz: 独 doku) bzw. heute üblicher ドイツ) phonetisch dem niederländischen Duits entlehnt. Im Koreanischen werden die Schriftzeichen 独逸 als Dogil 독일 ausgesprochen. Die nordgermanische und westgermanische Varianten sind nicht aus dem (Althoch)deutschen abgeleitet, sondern aus eigenen Formen.
| Sprache/Sprachgruppe  | Bezeichnung für Deutschland     | Bezeichnung für Deutsche bzw. deutsche Sprache                                                                              |
| --------------------- | ------------------------------- | --- |
| Afrikaans             | Duitsland                       | Duits |
| Färöisch              | Týskland                        | Týskt |
| Chinesisch            | Dégúo (德國 / 德国)             | Dégúorén (德國人 / 德国人) bzw. Déyǔ (德語 / 德语) oder Déwén (德文)                                                        |
| Dänisch               | Tyskland                        | tysk |
| Friesisch (Frysk)     | Dútslân                         | Dútsk |
| Friesisch (Öömrang)   | Sjiisklun                       | sjiisk |
| Isländisch            | Þýskaland                       | þýska (das Deutsche / die deutsche Sprache / Deutsch) þýskur / þýsk / þýskt (deutsch) Þjóðverji / -verjar (ein) Deutsche(r) |
| Italienisch           | (Germania; siehe unten)         | tedesco |
| Japanisch             | Doitsu (ドイツ)                 | Doitsu-jin (ドイツ人) bzw. Doitsu-go (ドイツ語)                                                                             |
| Jiddisch              | Daytshland (דײַטשלאַנד)           | daytsh (דײַטש) |
| Koreanisch            | Dogil (독일)                    | Dogil-in (독일인) bzw. Dogil-eo (독일어)                                                                                    |
| Koreanisch (Nord)     | Do-i-chuil-lan-deu (도이췰란드) | Do-i-chuil-lan-deu-in (도이췰란드인) bzw. Do-i-chuil-lan-deu-eo (도이췰란드어)                                              |
| Luxemburgisch         | Däitschland                     | Däitsch |
| Niederdeutsch (in D)  | Düütschland                     | Düütsch |
| Niederdeutsch (in NL) | Duutslaand                      | Duuts |
| Niederländisch        | Duitsland                       | Duits |
| Norwegisch            | Tyskland                        | tysk |
| Pitcairn-Englisch     | Doichland                       | doich |
| Plautdietsch          | Dietschlaunt                    | Dietsch |
| Schwedisch            | Tyskland                        | tysk(a) |
| Schweizerdeutsch      | Dütschland                      | dütsch |
| Toki Pona             | ma Tosi                         | mije/meli Tosi bzw. toki Tosi                                                                                               |
| Vietnamesisch         | Đức                             | Tiếng Đức |

### „Germania“ als Herkunft
Die Etymologie des lateinischen Wortes Germani ist nicht restlos geklärt. Es taucht seit etwa 200 v. Chr. in römischen Quellen als Sammelbezeichnung der nördlich des Römischen Reiches angrenzenden Volksstämme auf. Entscheidend geprägt wird der Begriff 51 v. Chr. durch Julius Caesar in seinem Werk Commentarii de Bello Gallico, in welchem er den Rhein als Grenze zwischen Gallien und Germanien definiert. Schlussendlich dient das Wort „germanisch“ zur Bezeichnung der aus germanischen Stämmen gebildeten Völker.
Im Mittelalter relativ selten, wird das Wort hauptsächlich in historischem oder geographischem Sinne für die Gebiete rechts des Rheins gebraucht. Erst in der Zeit des Humanismus wird der Begriff Germania der antiken Literatur entnommen, um im Neulatein die Bedeutung Deutschland zu erhalten. Von diesem gelangt es im 16. Jahrhundert sowohl in die englische als auch etliche romanische Sprachen. Durch den großen sprachlichen Einfluss des Lateinischen und Englischen kommt der Wortstamm german heute in zahlreichen Sprachen, auch außerhalb Europas, vor. Sogar in Plansprachen wie Esperanto und Interlingua findet er Einzug.
| Sprache/Sprachgruppe | Bezeichnung für Deutschland | Bezeichnung für Deutsche bzw. deutsche Sprache |
| -------------------- | --------------------------- | --- |
| Albanisch            | Gjermania                   | Gjermanët – Bezeichnung für die „Deutschen“ (d. h. für Leute mit deutscher Staatsangehörigkeit) Gjermanisht – Bezeichnung für die deutsche Sprache |
| Armenisch            | Germania (Գերմանիա)         | Germaneren (Գերմաներեն) – Deutsch (Sprache) Germanakan (Գերմանական) – Deutsch (Adjektiv/Attribut) Germanac'i (Գերմանացի) – Deutscher (Nationalität) |
| Aromunisch           | Ghirmânii                   | |
| Bulgarisch           | Germanija (Германия)        | germanez (германец) |
| Englisch             | Germany                     | German |
| Esperanto            | Germanio                    | germana |
| Georgisch            | Germánia (გერმანია)         | germáneli (გერმანელი) – Substantiv Sg. Nom. (der, die) Deutsche als Nationalität germánuli (გერმანული) – Adjektiv bzw. Attribut deutsch Als Historische Bezeichnung (alte Quellen) gilt: tevtónebi (ტევტონები) – Teutonen oder germáneli tómebi (გერმანელი ტომები) – Germanische Stämme später ssaksónia (საქსონია), ssáksebi (საქსები). |
| Neu-Griechisch       | Jermanía (Γερμανία)         | Jermanós (Γερμανός) bzw. Jermaniká (Γερμανικά) |
| Neu-Hebräisch        | Germánia (גרמניה)           | germaní (גרמני) bzw. germanit (גרמנית) |
| Ido, Interlingua     | Germania                    | |
| Indonesisch          | Jerman                      | Jerman |
| Irisch               | An Ghearmáin                | Gearmáinis |
| Italienisch          | Germania                    | germanico (öfter in Südtirol und der italienischen Schweiz) |
| Neu-Latein           | Germania                    | Germanus/germanicus |
| Malaysisch           | Jerman                      | Jerman |
| Rumänisch            | Germania                    | germana |
| Russisch             | Germanija (Германия)        | |
| Swahili              | Ujerumani                   | Deutsche (Volk): Mjerumani (Sing.)/Wajerumani (Pl.), Deutsch (Sprache): Kijerumani |
| Thai                 | Yoeramani (เยอรมนี)          | Yoeraman (เยอรมัน) |

### „Alemannen“ als Herkunft
Das westgermanische Volk der Alemannen war in der Zeit vor der Entstehung des Fränkischen Reiches unmittelbarer Nachbar der Galloromanen. Diese übertrugen den Begriff auf die Gesamtheit der östlich ihrer angesiedelten germanischen Völker. Auf diese Weise gelangte die von „Alemannen“ abgeleitete Bezeichnung für die Deutschen in die Sprachen des französischen Königtums. Im 11. und 12. Jahrhundert wurde der Begriff im Französischen vorherrschend, zeitweise auch im Italienischen und Englischen. Dauerhaft übernommen wurde der Wortstamm aus dem Französischen im 12. Jahrhundert in die Sprachen der Iberischen Halbinsel, darunter im 15. auch ins Portugiesische. Durch den Einfluss der iberischen Sprachen während der Reconquista erreichte die Bezeichnung u. a. die arabische Sprache sowie auch während der Conquista das gesamte Lateinamerika.
| Sprache/Sprachgruppe | Bezeichnung für Deutschland          | Bezeichnung für Deutsche bzw. deutsche Sprache |
| -------------------- | ------------------------------------ | ---------------------------------------------- |
| Arabisch             | Almāniyā (ألمانيا)                   | almānī (ألماني)                                |
| Aserbaidschanisch    | Almaniya                             | Alman                                          |
| Asturisch            | Alemaña                              | alemán                                         |
| Baskisch             | Alemania                             | alemana                                        |
| Bretonisch           | Alamagn                              | alamaneg                                       |
| Französisch          | Allemagne                            | allemand                                       |
| Galicisch            | Alemaña                              | alemán                                         |
| Italienisch          | Alemagna (veraltet oder literarisch) | alemanno (veraltet oder literarisch)           |
| Katalanisch          | Alemanya                             | Alemany                                        |
| Kurdisch             | Elmanya                              | elmanî                                         |
| Nahuatl              | Alemantlan                           | Alemantēcatl                                   |
| Persisch             | Ālmān (آلمان)                        | Ālmāni (آلمانی)                                |
| Portugiesisch        | Alemanha                             | alemão                                         |
| Spanisch             | Alemania                             | alemán                                         |
| Türkisch             | Almanya                              | Alman                                          |
| Walisisch            | Yr Almaen                            | Almaeneg                                       |

### „niemc“/„nemet“ als Herkunft
In den slawischen und anderen südosteuropäischen Sprachen existiert ein eigener Wortstamm für „deutsch“, der vom urslawischen Wort němьcь, Plural němьci „Fremder“ abstammt und gewöhnlich auf das Adjektiv němъ „stumm“ (mit Suffix -ьcь) zurückgeführt wird. Das Wort bezeichnet ursprünglich Fremdsprachige, die sich mit den Slawen nicht verständigen können (so noch in der Nestorchronik). Später wird die Bedeutung auf Deutschsprachige eingeengt. Dem entspricht umgekehrt die gängigste Erklärung des Völkernamens Slawen, da jener von slawisch slóvo („Wort“, im Sinne von „die Sprechenden“) abgeleitet wird. Der Wortstamm wurde von den slawischen Sprachen auch ins Ungarische und Rumänische entlehnt. Eine andere, heute in der Slawistik nicht mehr vertretene Theorie, leitete ihn dagegen vom germanischen Stamm der Nemeter am Rhein her.
Im Osmanischen, Kurdischen und Arabischen wird der Begriff für das deutschsprechende Österreich verwendet (s. unter Sonstiges).
| Sprache/Sprachgruppe | Bezeichnung für Deutschland | Bezeichnung für Deutsche bzw. deutsche Sprache                                                                    |
| -------------------- | --------------------------- | --- |
| Bosnisch             | Njemačka                    | Nijemci bzw. njemački                                                                                             |
| Bulgarisch           |                             | nemez (немец) bzw. nemski (немски)                                                                                |
| Kroatisch            | Njemačka                    | Nijemci bzw. njemački                                                                                             |
| Niedersorbisch       | Nimska                      | Nimc/Nimcowka, nimšćina                                                                                           |
| Obersorbisch         | Němska                      | Němc/Němka, němčina                                                                                               |
| Polnisch             | Niemcy                      | Niemcy – Volk, Niemiec – der Deutsche; Niemka – die Deutsche niemiecki – Adjektiv                                 |
| Rumänisch            |                             | neam – Volk; neamț – Deutscher; nemțește – Deutsche Sprache nemțesc – deutsch                                     |
| Russisch             |                             | Njemzy (Немцы) – Volk; némez (немец) – der Deutsche; némka (немка) – die Deutsche njemjezki (немецкий) – Adjektiv |
| Serbisch             | Немачка / Nemačka           | Nemci (Немци) bzw. Nemački (немачки)                                                                              |
| Slowakisch           | Nemecko                     | nemecký bzw. nemčina                                                                                              |
| Slowenisch           | Nemčija                     | Nemec bzw. nemščina                                                                                               |
| Tschechisch          | Německo                     | Němec bzw. němčina                                                                                                |
| Ukrainisch           | Nimetschtschyna (Німеччина) | nimezkyj (німецький)                                                                                              |
| Ungarisch            | Németország (ország = Land) | német |

### Anderer Herkunft
| Sprache/Sprachgruppe     | Bezeichnung für Deutschland                                   | Bezeichnung für Deutsche bzw. deutsche Sprache           | Herkunft |
| ------------------------ | ------------------------------------------------------------- | -------------------------------------------------------- | --- |
| Altisländisch            | Saxland                                                       | Saxar, saxlenzkr                                         | vom Volksstamm der Sachsen |
| Estnisch                 | Saksamaa                                                      | saksa                                                    | vom Volksstamm der Sachsen |
| Finnisch                 | Saksa                                                         | saksa                                                    | vom Volksstamm der Sachsen |
| Romani                   | ssassitko temm                                                | saso bzw. ssassitko                                      | vom Volksstamm der Sachsen, veraltet? Heute auch Jermaniya, Jermaniko (siehe Germania) |
| Deutsche Gebärdensprache | bzw.                                                          | Faust an der Stirn mit einem Finger, der nach oben zeigt | stellt eine Pickelhaube dar (in Deutschland selbst ursprünglich mit der Bedeutung „Schutzmann“) |
| Grönländisch             | Noorliit Nunaat                                               | noorleq, noorlersut                                      | noorleq „der am Ende der Halbinsel wohnende“. Die (aus Deutschland stammende) Herrnhuter Brüdergemeine war von 1733 bis 1900 südlich von Nuuk („Kap, Halbinsel“) an der Südspitze derselben Halbinsel in Ny-Herrnhut (Noorliit) tätig. Die Bezeichnung für die dort ansässigen Deutschen wurde auf die gesamte Volksgruppe übertragen. Daneben existiert heute auch das dänische Lehnwort tyskeq. |
| Lettisch                 | Vācija                                                        | vācieši bzw. vācu valoda                                 | unsicher, vielleicht nach dem skandinavischen Volksstamm der Vagoth (vgl. auch finnisch Vuojola und estnisch Oju-/Ojamaa ‚Gotland‘, die sich von dem baltischen Begriff herleiten). |
| Litauisch                | Vokietija                                                     | Vokiečių                                                 | unsicher, vielleicht nach dem skandinavischen Volksstamm der Vagoth (vgl. auch finnisch Vuojola und estnisch Oju-/Ojamaa ‚Gotland‘, die sich von dem baltischen Begriff herleiten). |
| Luxemburgisch            | Preiseland (veraltet)                                         | Preisen, preisech                                        | von Preußen |
| Mittelgriechisch         |                                                               | Frángoi, frangikós                                       | vom Volksstamm der Franken bzw. dem Frankenreich |
| Mittellatein             | Teutonia, regnum Teutonicum                                   | Teutonicus, lingua teutonica                             | vom antiken Volksstamm der Teutonen, seit Ende des 9. Jahrhunderts in gelehrten Kreisen durch die Aufnahme antiker Literatur, die die Teutonen als Germanen ansah. |
| Navajo                   | Bééshbichʼahníí bikéyah                                       | Bééshbichʼahii bizaad                                    | „Eisenhut“ (Stahlhelm) wurde während des Zweiten Weltkrieges im Navajo-Code als Codename für Deutschland verwendet |
| (Nieder-)Sorbisch        | bawory, bawery (nur in älterer oder mundartlicher Verwendung) | bawerski                                                 | vom Volksstamm der Bayern |
| Jatwingisch              |                                                               | miksiskai                                                | von miksît „stammeln“ |
| Altpreußisch             |                                                               | miksiskāi                                                | von miksît „stammeln“ |
| Kinyarwanda              | Ubudage                                                       | Abadage, Ikidage                                         | wird meist abgeleitet vom Gruß Guten Tag, den sich die Deutschen in der Kolonialzeit immer zuriefen, oder auch vom Wort deutsch. |
| Kirundi                  | Ubudagi                                                       | Abadagi, Kidagi                                          | wird meist abgeleitet vom Gruß Guten Tag, den sich die Deutschen in der Kolonialzeit immer zuriefen, oder auch vom Wort deutsch. |

1. ↑  Schreibweise der Gebärde in Gebärdenschrift.

## Sonstiges
- Im modernen Englisch bezeichnet das Wort „Dutch“, abgeleitet vom mittelniederländischen Wort „duutsch“, die niederländische Sprache. Es hat denselben Ursprung wie das Wort „deutsch“ und noch im Mittelenglischen wurde der Begriff „duche“ (bzw. „Dutch“) in einem allgemeinen Sinne benutzt für das ganze damalige westgermanische Sprachkontinuum auf dem europäischen Kontinent, aus dem sich Hochdeutsch, Niederdeutsch und Niederländisch herausbildeten. Neben „duche“ (oder „doche“) gab es alternative  Benennungen wie das gleichbedeutende „Almain“ (oder „Almayne“) für die Angehörigen des Heiligen Römischen Reiches im Allgemeinen oder regionale wie „Hansarde“ und „Easterling“ für die Einwohner des Hanseraums. Schon im Mittelalter bestanden in England durch die die geografische Nähe der niederländischsprachigen Städte engste wirtschaftliche Beziehungen zu den heutigen Niederlanden (u. a. Wollhandel), wodurch zahlreiche niederländische  Händler in England lebten.[27] Im 15. Jahrhundert kamen 85 % der als „duche“ bezeichneten Ausländer in England aus den Niederlanden, nur 15 % kamen aus den übrigen Gebieten des Heiligen Römischen Reiches und angrenzenden Ländern.[28] In London, dem wichtigsten Kultur- und Handelszentrum Englands, bildeten niederländische Einwanderer 1437 sogar 90 % der gesamten ausländischen Bevölkerung.[29] Aus diesem Grund wurde das Wort „duche“ sprachlich und geographisch stark mit den Niederlanden assoziiert. Darüber hinaus bildete sich seit dem späten 14. Jahrhundert mit den Burgundischen Niederlanden eine politische Einheit aus Flandern und weiteren niederländischen Regionen heraus,[30] was eine zusammenfassende Bezeichnung erforderlich machte. Teilweise wurden ihre Bewohner generalisierend als Flemings („Flamen“) bezeichnet.[31][32] Im 17. Jahrhundert wurde „Almain“ durch „German“, das anfangs neben der Bedeutung „deutsch“ auch in einem sehr breiten Sinne (bzw. „germanisch“) benutzt wurde, ersetzt.[33][34] Gleichzeitig wurde der schon im Mittelalter angefangene Prozess der Bedeutungsverengung von „Dutch“ abgeschlossen, das nun im Englischen allein die Bedeutung „niederländisch“ bekam.[35][36][37]

Im amerikanischen Englisch blieb „Dutch“ länger zweideutig als in Europa (etwa im Gegensatzpaar High Dutch „deutsch“ / Low Dutch „niederländisch“), v. a. aber in der Umgangssprache. Im Fall der eigentlich deutschen Sprache der Amischen, die auf Englisch als Pennsylvania Dutch bezeichnet wird, ist es nicht klar, ob es sich um eine sprachökonomische Verballhornung der pennsylvaniadeutschen Eigenbezeichnung „deitsch“ (bzw. deutsch) handelt oder ob sich im Wort „Dutch“ die alte Bedeutung fortgesetzt hat.
- Im Arabischen ist mit dem Wort Nimsā (نمسا), abgeleitet von der slawischen Wurzel für Deutschland, das Land Österreich gemeint. Das Wort ist aus den slawischen Sprachen des Balkans über die osmanische Sprache ins Arabische gelangt. Während es im modernen Türkisch verdrängt wurde, blieb es im Kurdischen und Arabischen erhalten. Im 16. und 17. Jahrhundert war Österreich ein großer deutschsprachiger Nachbar des Osmanischen Reiches, zudem Stammland des römisch-deutschen Kaisers.
- Auf dem Balkan werden die deutschen Minderheiten oft „Schwaben“ (siehe Schwabo) genannt, die Deutschen in Siebenbürgen nennen sich „Sachsen“. Diese Bezeichnungen sind aber nicht auf ihre Herkunft zurückzuführen, denn die Dialekte sind tatsächlich eher rheinfränkisch bzw. moselfränkisch.
- In der deutschsprachigen Schweiz werden Deutsche allgemein häufig Schwaben genannt, obgleich die nächsten deutschen Nachbarn Badener sind, die allerdings im Hochmittelalter – wie ein erheblicher Teil der deutschsprachigen Schweiz auch – großenteils zum Herzogtum Schwaben gehörten.
- Im Luxemburgischen werden Deutsche auch als Preisen (deutsch Preußen) und deren Sprache als Preisesch bezeichnet, da das gesamte deutsche Grenzgebiet zu Luxemburg von 1815 bis 1945 zum Staat Preußen gehörte. Bei der Bezeichnung sind aber auch Deutsche aus anderen Regionen gemeint, z. B. auch Bayern. Während der gewalttätigen deutschen Besetzung Luxemburgs im Zweiten Weltkrieg wurde der Begriff zum Schimpfwort, vergleichbar mit dem französischen Wort boche. Für Deutsche in der Nachkriegszeit gilt heute die vom Landesnamen abgeleitete Bezeichnung Däitschen als politisch korrekt.
- In limburgischen Dialekten, im Südosten der Niederlande, wird Pruus [pry:s] (deutsch Preuße) für einen Deutschen und Pruses [pry:səs] (deutsch Preußen) für Deutschland benutzt, allerdings meist nur in abwertender Bedeutung.